# August Rajala
Anders August Rajala (ur. 30 czerwca 1891 w Tampere, zm. 7 marca 1957 tamże) – fiński zapaśnik. Dwukrotny olimpijczyk. Zajął czwarte miejsce w Sztokholmie 1912 i siódme w Antwerpii 1920. Walczył w wadze półciężkiej.
Wicemistrz kraju w 1909 i 1914 roku.

## Letnie Igrzyska Olimpijskie 1912
| Konkurencja            | Rundy eliminacyjne | Rundy eliminacyjne | Rundy eliminacyjne  | Rundy eliminacyjne         | Rundy eliminacyjne       | Rundy eliminacyjne | Klas. końcowa |
| Konkurencja            | Przeciwnik I       | Przeciwnik II      | Przeciwnik III      | Przeciwnik IV              | Przeciwnik V             | Przeciwnik VI      | Miejsce       |
| ---------------------- | ------------------ | ------------------ | ------------------- | -------------------------- | ------------------------ | ------------------ | ------------- |
| 82,5 kg styl klasyczny | Karl Groß (GER) Z  | Otto Nagel (DEN) Z | Oreste Arpè (ITA) Z | Sigurjón Pétursson (ISL) P | Johannes Eriksen (DEN) Z | Béla Varga (HUN) P | 4.            |

## Letnie Igrzyska Olimpijskie 1920
| Konkurencja            | Rundy eliminacyjne       | Rundy eliminacyjne   | Klas. końcowa |
| Konkurencja            | 1/8                      | 1/4                  | Miejsce       |
| ---------------------- | ------------------------ | -------------------- | ------------- |
| 82,5 kg styl klasyczny | František Tázler (TCH) Z | Émile Walhen (BEL) P | 7.            |